# Evandro Brandão (jornalista)
José Evandro de Oliveira Brandão, também conhecido como Evandro Brandão (Paratinga, 25 de abril de 1938 — Riacho de Santana, 14 de agosto de 1994) foi um advogado, poeta, jornalista, compositor e militante brasileiro.
Natural de Paratinga, ainda estudante, atuou como jornalista e um dos fundadores do jornal O Ibopatinga. Foi um dos fundadores da Frente Nacionalista Paratinguense, um movimento nacionalista de esquerda. As publicações reuniam notícias sobre Paratinga e Ibotirama, a cidade vizinha. Na mesma época, Evandro também escreveu matérias para O Semanário.
Mudou-se para Belo Horizonte durante a década de 1960 e cursou Direito na Universidade Federal de Minas Gerais. Durante este período, foi perseguido pelo Regime Militar e chegou a quase ser preso em 1962, em Minas, acusado de pichar muros na Cidade Industrial, bairro da cidade de Contagem, símbolos em homenagem ao aniversário do Partido Comunista Brasileiro.
Para evitar mais perseguições políticas, Evandro refugiou-se em Paratinga. Na cidade vizinha, Bom Jesus da Lapa, trabalhou como radialista e, em sua cidade natal, atuou politicamente. Paralelamente às suas atuações como militante, escreveu poemas. Sua obra de maior sucesso, "Acalanto", é um dos registros mais notáveis sobre Paratinga.
Morreu em 1994 em Riacho de Santana, vítima de um infarto fulminante, durante um discurso num palanque. O Colégio Estadual Evandro Brandão, em 2000, foi nomeado em homenagem à Evandro.